# Установка фракціонування Арзу
Установка фракціонування Арзу — підприємство нафтогазової промисловості Алжиру, що працює на північному заході країни в потужному промисловому центрі Арзу.
Розташовані в пустелі газопереробні підприємства вилучають великі обсяги зрідженого нафтового газу (ЗНГ, пропан бутанова фракція), які транспортуються до узбережжя спеціалізованими трубопроводами Хассі-Р'Мель – Арзу та Хассі-Месауд – Хассі-Р'Мель – Арзу. В Арзу провадять фракціонування ЗНГ із випуском товарних пропану та бутану, для чого використовують два майданчики:
– введений в 1973-му GP2Z, який може продукувати 1,4 млн тонн пропану та бутану на рік та має для зберігання цих продуктів два резервуари ємністю по 70 тис. м3;
- запущений в 1983-му (з подальшим розширенням в 1998 та 2010 роках) GP1Z, що здатен вилучати 9 млн тонн пропану та бутану на рік та має для їх зберігання вісім резервуарів загальною ємністю 560 тис. м3 (по чотири для кожного виду продукту).
У 2022-му алжирська державна нафтогазова компанія Sonatrsch випустила 4,8 млн тонн пропану та 3,8 млн тонн бутану, з яких 93 % прийшлось саме на газопереробні майданчики GP1Z/GP2Z.
Розташування заводу в районі порту Арзу створює гарні логістичні умови для подальшого відвантаження продукції.